# Liste des principales villes francophones
Cette liste des principales villes francophones est le recueil des aires urbaines, c'est-à-dire des agglomérations, dans lesquelles le français est la langue officielle, ou du moins la langue parlée ou comprise par une majorité des habitants.

## Caractéristiques
L'expression « ville francophone » peut être prise dans le sens strict : toute ville où l'on parle français. Dans ce cas, toutes les villes françaises y sont incluses bien que ne présentant aucune originalité linguistique.
La même expression « ville francophone » peut souligner une caractéristique linguistique : la ville n'est que partiellement francophone, mais se situe dans une région du monde non francophone.

## Liste globale des principales villes francophones dans le monde

### Agglomérations triées par ordre décroissant de leur population en 2023[1]
| Rang | Agglomération  | Pays                             | Habitants  |
| ---- | -------------- | -------------------------------- | ---------- |
| 1    | Kinshasa       | République démocratique du Congo | 13 493 000 |
| 2    | Paris          | France                           | 11 108 000 |
| 3    | Abidjan        | Côte d'Ivoire                    | 5 678 000  |
| 4    | Yaoundé        | Cameroun                         | 4 642 000  |
| 5    | Casablanca     | Maroc                            | 4 499 000  |
| 6    | Montréal (RMR) | Canada                           | 4 342 000  |
| 7    | Bamako         | Mali                             | 3 783 000  |
| 8    | Douala         | Cameroun                         | 3 751 000  |
| 9    | Dakar          | Sénégal                          | 3 510 000  |
| 10   | Alger          | Algérie                          | 3 462 000  |

### Agglomérations triées par ordre décroissant de leur population en 2015[1]
| Rang | Agglomération   | Pays                             | Habitants  |
| ---- | --------------- | -------------------------------- | ---------- |
| 1    | Kinshasa        | République démocratique du Congo | 17 071 000 |
| 2    | Paris           | France                           | 12 532 901 |
| 3    | Alger           | Algérie                          | 7 796 923  |
| 4    | Abidjan         | Côte d'Ivoire                    | 6 207 000  |
| 5    | Casablanca      | Maroc                            | 4 270 750  |
| 6    | Montréal (RMR)  | Canada                           | 4 060 700  |
| 7    | Dakar           | Sénégal                          | 3 520 000  |
| 8    | Bamako          | Mali                             | 3 337 122  |
| 9    | Yaoundé         | Cameroun                         | 3 060 000  |
| 10   | Douala          | Cameroun                         | 2 768 000  |
| 11   | Ouagadougou     | Burkina Faso                     | 2 700 000  |
| 12   | Port-au-Prince  | Haïti                            | 2 440 000  |
| 13   | Tananarive      | Madagascar                       | 2 398 000  |
| 14   | Lyon            | France                           | 2 291 763  |
| 15   | Beyrouth        | Liban                            | 2 200 000  |
| 16   | Tunis           | Tunisie                          | 1 990 000  |
| 17   | Lomé            | Togo                             | 1 941 000  |
| 18   | Rabat           | Maroc                            | 1 845 000  |
| 19   | Brazzaville     | République du Congo              | 1 838 348  |
| 20   | Marseille       | France                           | 1 752 398  |
| 21   | Ottawa-Gatineau | Canada                           | 1 332 000  |
| 22   | N'djamena       | Tchad                            | 1 260 000  |
| 23   | Bruxelles (RBC) | Belgique                         | 1 191 000  |
| 24   | Marrakech       | Maroc                            | 1 173 000  |
| 25   | Kananga         | République démocratique du Congo | 1 150 000  |
| 26   | Kigali          | Rwanda                           | 1 121 000  |
| 27   | Fès             | Maroc                            | 1 112 000  |
| 28   | Niamey          | Niger                            | 1 090 000  |
| 29   | Lille           | France                           | 1 018 000  |
| 30   | Nouakchott      | Mauritanie                       | 950 000    |
| 31   | Pointe-Noire    | République du Congo              | 950 000    |
| 32   | Nice            | France                           | 944 000    |
| 33   | Toulouse        | France                           | 922 000    |
| 34   | Bordeaux        | France                           | 878 000    |
| 35   | Oran            | Algérie                          | 850 000    |
| 36   | Québec          | Canada                           | 806 400    |
| 37   | Bangui          | République centrafricaine        | 790 000    |
| 38   | Constantine     | Algérie                          | 729 000    |
| 39   | Libreville      | Gabon                            | 700 000    |
| 40   | Nantes          | France                           | 620 000    |
| 41   | Genève          | Suisse                           | 599 000    |
| 42   | Toulon          | France                           | 590 000    |
| 43   | Liège           | Belgique                         | 558 000    |
| 44   | Cap-Haïtien     | Haïti                            | 500 000    |
| 45   | Djibouti        | Djibouti                         | 460 000    |
| 46   | Laval           | Canada                           | 438 000    |
| 47   | Montpellier     | France                           | 417 000    |
| 48   | Strasbourg      | France                           | 400 000    |
| 49   | Annaba          | Algérie                          | 330 000    |
| 50   | Lausanne        | Suisse                           | 316 000    |
| 51   | Bujumbura       | Burundi                          | 300 000    |

## Liste des principales villes francophones par zone géographique

### Villes francophones de l'océan Indien
1. Antananarivo ( Madagascar) : 1 700 000 habitants
2. Toamasina ( Madagascar) : 260 000 habitants
3. Majunga ( Madagascar) : 246 022 habitants
4. Port-Louis ( Maurice) : 150 000 habitants
5. Saint-Denis (France,  La Réunion) : 140 000 habitants
6. Mamoudzou ( Mayotte) : 71 440 habitants
7. Moroni ( Comores) : 30 365 habitants

### Villes francophones d’Amérique
1. Montréal ( Canada, Québec) : 1 649 515 habitants
2. Port-au-Prince ( Haïti) : 1 277 000 habitants
3. Québec ( Canada, Québec) : 516 622 habitants
4. Laval ( Canada, Québec, agg. de Montréal) : 416 215 habitants
5. Pointe-à-Pitre ( France, Guadeloupe) : 314 647 habitants
6. Gatineau ( Canada, Québec) : 273 915 habitants
7. Longueuil ( Canada, Québec, agg. de Montréal) : 229 330 habitants
8. Cap-Haïtien ( Haïti) : 186 251 habitants
9. Sherbrooke ( Canada, Québec) : 154 601 habitants
10. Moncton ( Canada, Nouveau-Brunswick) : 148 000 habitants
11. Saguenay ( Canada, Québec) : 147 100 habitants
12. Lévis ( Canada, Québec, agg. de Québec) : 138 769 habitants
13. Trois-Rivières ( Canada, Québec) : 134 012 habitants
14. Cayenne ( France, Guyane) : 117 000 habitants
15. Terrebonne ( Canada, Québec, agg. Montréal) : 110 066 habitants
16. Les Gonaïves ( Haïti) : 100 000 habitants
17. Fort-de-France ( France, Martinique) : 94 000 habitants
18. Saint-Jean-sur-Richelieu ( Canada, Québec, agg. de Montréal[3]) : 92 394 habitants

### Villes francophones du Pacifique
1. Nouméa ( France, Nouvelle-Calédonie) : 146 000 habitants
2. Papeete ( France, Polynésie française) : 30 000 habitants